# Michel Brunet (paléoanthropologue)
Pour les articles homonymes, voir Michel Brunet et Brunet.
Michel Brunet, né le 6 avril 1940 à Magné (Vienne), est un paléontologue et paléoanthropologue français. Au départ spécialiste de l'évolution des mammifères, il s'est ensuite orienté vers la paléoanthropologie. Il est l'auteur de découvertes majeures, notamment celle du premier australopithèque trouvé à l'ouest de la vallée du Grand Rift, au Tchad, surnommé Abel, daté de 3,6 millions d'années, et celle du plus ancien hominine connu, Sahelanthropus tchadensis, surnommé Toumaï, daté de 7 millions d'années.
Michel Brunet a été de 2008 à 2011 professeur au Collège de France, titulaire de la chaire de paléontologie humaine.

## Formation
Michel Brunet est né le 6 avril 1940 à Magné (Vienne), où il a passé son enfance. Il étudie au lycée Hoche de Versailles.
Il obtient son doctorat de 3e cycle en paléontologie à la faculté des sciences de Paris en 1966, sous la direction de Christian Guth.

## Carrière académique
Michel Brunet entame sa carrière d'enseignant-chercheur à l'université de Poitiers. Il y obtient son doctorat d'État en sciences naturelles en 1975, sous la direction de Christian Guth,. En 1989, il y est nommé professeur.
Il a été directeur de l'UMR 6046 de géobiologie, biochronologie et paléontologie humaine de 2000 à 2007.
Le 1er décembre 2007, il est élu professeur au Collège de France, titulaire de la chaire de paléontologie humaine qu'il occupe jusqu'en 2011.

## Abel
Michel Brunet engage dans les années 1980 une série de recherches dans l'ouest de l'Afrique en vue de tester scientifiquement la théorie de l'East Side Story d'Yves Coppens sur l'origine des hominines. Cela l'a amené à explorer plus particulièrement le Cameroun dans les années 1980. À l'initiative du Centre national d'appui à la recherche du Tchad (CNAR), il effectue sa première mission dans le Djourab (Sahara tchadien) en janvier 1994. En 1995, son équipe découvre un fragment de mandibule fossile d'australopithèque, daté de 3,6 millions d'années, surnommé Abel. Une nouvelle espèce est créée, Australopithecus bahrelghazali,.

## Toumaï
Michel Brunet était directeur de la mission paléoanthropologique franco-tchadienne (MPFT). C'est une équipe de quatre personnels du Centre national d'appui à la recherche (CNAR) du Tchad, trois Tchadiens et un Français, membres de la MPFT, qui mit au jour le 19 juillet 2001 dans le Djourab (Sahara tchadien) le crâne de Toumaï, un fossile d'une forme jusqu'alors inconnue. Ce fossile, daté de 7 millions d'années, devint en 2002 le premier représentant de la nouvelle espèce Sahelanthropus tchadensis, la plus ancienne espèce d'hominine connue à ce jour,,.

### Controverse
Dans le cadre des recherches sur Toumaï, Michel Brunet et son laboratoire de Poitiers sont suspectés de bloquer des informations relatives à un fémur, trouvé en 2001 à proximité du crâne, mais que le laboratoire aurait tardé à dévoiler et identifier comme tel,,,. En 2003, Michel Brunet et son équipe écrivent notamment que « l’absence de restes osseux des membres ne permet pas de dire si Toumaï était bipède », alors que le fémur est déjà en leur possession. En 2020, aucun travail sur le fémur trouvé 19 ans plus tôt n'a encore été publié, alors que Michel Brunet affirmait en 2018 dans les colonnes du magazine Sciences et Avenir que ce serait fait « dans les meilleurs délais ». Le 26 janvier 2018 à l'antenne de France Culture, Michel Brunet s'exclame « Il est prévu de publier le fémur, [mais] je ne reconnais à personne le droit de me dicter le moment ! », et il explique que si jamais le fémur n'est pas celui d'un bipède, c'est qu'il n'appartient pas à Toumaï. Le 2 février 2018, Michel Brunet apporte l'original du fameux fémur (âgé de 7 millions d'années) et une réplique du crâne de Toumaï dans le studio de France Inter, la radio qui se filme. Il y dénonce une cabale et tente d'éteindre la polémique, tout en affirmant encore que le crâne est bien celui d'un bipède. Mais comment apporter en studio un fossile aussi précieux après tant d'années au cours desquelles il a affirmé qu'il n'y a pas de fossiles post-crâniens de trouvés? Nous avons peine à en croire nos yeux et nos oreilles.

## Singes fossiles
Les paléontologues ont mis au jour en Chine, en Birmanie et en Thaïlande des fossiles de singes archaîques remontant à l'Éocène moyen (45 à 40 Ma), ce qui laisse penser que les singes sont apparus en Asie. Les toutes premières espèces de cette époque, de la famille des Eosimiidae, pesaient seulement de 250 à 500 g.
Les singes, attestés en Afrique à partir de 39 Ma, ont su passer en Amérique du Sud alors que ce continent était déjà séparé de l'Afrique par l'Atlantique sud. Michel Brunet tente de vérifier l'hypothèse qu'ils auraient pu passer par l'Antarctique pendant l'Éocène, à une époque où ce continent n'était pas encore couvert de glace. Il mène depuis plusieurs années une campagne de recherches en Antarctique, dans le but de trouver des fossiles venant appuyer cette hypothèse.
Personne n'a encore trouvé en Afrique de fossiles de paléo-chimpanzés ou de pré-chimpanzés, ce qui complique l'estimation de la date de divergence entre lignée des chimpanzés et lignée humaine. Michel Brunet mène des fouilles au Cameroun dans des couches géologiques susceptibles de livrer ce type de fossiles.

## Autres activités
Michel Brunet a également été adjoint au maire de la commune de Montamisé de 1999 à 2001.

## Distinctions
- Officier de la Légion d'honneur (2017)[19]
- Officier de l'ordre national du Mérite[4]
- Officier de l'ordre des Palmes académiques[4]
- Officier de l'ordre national du Tchad[4]

## Publications
- D'Abel à Toumaï : nomade, chercheur d'os, Paris, Odile Jacob, 2006, 254 p. (ISBN 978-2-7381-1738-0, lire en ligne)
- Origine et histoire des hominidés. Nouveaux paradigmes, Paris, Fayard, 2008, 51 p. (ISBN 978-0-385-51226-8, lire en ligne)
- Nous sommes tous des Africains : à la recherche du premier homme, Paris, Editions Odile Jacob, 2016, 224 p. (ISBN 978-2-7381-6346-2)